# Nycticorax mauritianus
Nycticorax mauritianus е изчезнал вид птица от семейство Чаплови (Ardeidae).

## Разпространение
Видът е разпространен в Мавриций.